# Kindbergs
Kindbergs var ett dansband från Sverige, bildat 1987. Tidigare hette man Sten-Åkes Jr., men bytte namn till Kindbergs 1989. Bandets musikinriktning ligger numera åt moderna hållet. 2008 lämnade basisten Kent Kindberg bandet efter 20 år och ersattes av Ola Jonsson från Svänzons.. Bandets turnébuss blev stulen den 5 september 2016 men räddades efter en polisjakt. Jocke Eklund blev under 2015 sjukskriven en period på grund av problem med stämbanden och ersattes av Anders Wigelius. Efter Eklunds återkomst ersattes Ola Jonsson av Anders. 

## Uppsättning
- Anders Wigelius - Sång, bas
- Joakim "Jocke" Ekelund - Sång, gitarr
- Henrik "Henke" Svensson - Klaviatur, saxofon, dragspel, sång
- Conny Falk - Trummor, sång

## Medlemmar sedan starten
| Sångare                      | År              | Bi-instrument           |
| ---------------------------- | --------------- | ----------------------- |
| Martin Lindqvist             | 1987-1994       | saxofon                 |
| Tony Westland                | 1995-1997       |                         |
| Niclas Löfdahl (fd.Ericsson) | 1997-2001       | Gitarr                  |
| Anders Wigelius              | 2015-           | Bas                     |
| Trummor                      |                 |                         |
| Mikael Nyberg                | 1987-2000       |                         |
| Mattias Knutas               | 2001-2002       |                         |
| Magnus Johansson             | 2002-2011       |                         |
| Conny Falk                   | 2011-           | Sång                    |
| Klaviatur                    |                 |                         |
| Henrik Svensson              | 1987-           | Saxofon, Dragspel, Sång |
| Bas                          |                 |                         |
| Kent Kindberg                | 1987-2008       | Körsång                 |
| Ola Jonsson                  | 2008-2016       | Sång                    |
| Anders Wigelius              | 2015-           | Sång                    |
| Gitarr                       |                 |                         |
| Jan Broman                   | 1987-1988       |                         |
| Joakim Ekelund               | 1988-2015,2016- | Sång, klaviatur         |
| Mattias "Hippas" Olofsson    | 2001-2005       | Sång                    |
| Peter Hansson                | 2005-2012       |                         |

## Diskografi

### Studioalbum
- 1988: "Kindbergs"
- 1990: "De é fredag"
- 1998: "Du Är Så Vacker"
- 2001: "Donna Bella Donna"
- 2004: "Nu Och Föralltid"
- 2008: "Boots & Änglar"
- 2012: "Nu Reser Vi Västerut"
- 2013: "Den Dagen Vi Möttes"
- 2014: "Ut På Vägarna Igen"
- 2015: "Hela Vägen Hem"
- 2018: "Jajamensan, Fattas Bara"

### Samlingsalbum
- 2007: "Collection 20"
- 2016: "Här Och Nu - En Samling"

### Singlar
- 1994: I Ett Litet Hus
- 1996: Det Vackraste Jag Vet
- 1998: Ännu Blommar Kärleken
- 1998: Du Är Så Vacker
- 1999: Louise
- 1999: Ge Mig En Chans
- 2000: Julia
- 2001: Donna Bella Donna
- 2002: Sweet Louisa
- 2002: Himlen I Min Famn
- 2003: Sommarvindar
- 2004: Nu Och För Alltid
- 2008: Ner Till Södern
- 2013: Vill Du Ha Mig Då
- 2014: Nu Är Det Sommar Igen
- 2016: Här Och Nu
- 2016: Hon Gör Mig Galen
- 2016: Komma Över Dig
- 2017: Bara Låt Mig Vakna
- 2017: Din Dumma Dialekt
- 2017: Jajamen

## Melodier på Svensktoppen
- Ännu blommar kärleken - 1998
- Du är så vacker - 1998
- Louise - 1999
- Ge mig en chans - 2000
- Donna Bella Donna - 2001

### Fotnoter
1. ↑  Dansbandsbloggen 10 oktober 2008 - Kindbergs basist lämnar bandet[död länk]
2. ↑  http://www.aftonbladet.se/nyheter/article23462175.ab
3. ↑  http://www.danslogen.se/nyhet/5086
4. ↑  http://www.dansbandsprofessorn.se/forandringar-i-kindbergs